# Luigi Angiolini
Luigi Angiolini (Seravezza, 7 marzo 1750 – Seravezza, 14 luglio 1821) è stato uno scrittore italiano.

## Biografia
Soggiornò a Londra dall'autunno del 1787 al luglio del 1788; visitò Parigi alla vigilia della rivoluzione.
L'esperienza del viaggio lo indusse a comporre le Lettere sopra l'Inghilterra e la Scozia, pubblicate anonime in due volumi nel 1790; un terzo volume, previsto sui Paesi Bassi, rimase incompiuto.
Nell'opera manifestò la propria limpidezza di pensiero e l'acutezza di indagine sulla realtà umana.

## Opere
- Viaggiatori del Settecento, a cura di L.VincentiTorino, 1950
- Letterati, memorialisti e viaggiatori del Settecento, a cura di E.Bonora Milano-Napoli, 1951
- Luigi Angiolini, Lettere sopra l'Inghilterra e la Scozia, a cura di A.StaubleModena, 1990